# Arda Güler
Arda Güler (* 25. Februar 2005 in Altındağ) ist ein türkischer Fußballspieler. Er steht seit Juli 2023 bei Real Madrid unter Vertrag und ist Nationalspieler. Er ist jüngster Torschütze der Türkei in verschiedenen UEFA-Wettbewerben. 2024 galt er als der zweitweltbeste Nachwuchsspieler des Fußballs.

## Karriere
Güler ist ein linksfüßiger Mittelfeldspieler und agiert primär auf der Zehner-Position. Laut UEFA zählen sein Dribbel-, Passspiel, seine spielerische Kreativität, Übersicht und Torgefährlichkeit zu seinen Stärken, wofür er den Spitznamen „türkische[r Lionel] Messi“ erhielt. Weitere Stärken von Güler seien nach einem Spox.com-Autor, dass er auf mehreren verschiedenen offensiven Spielpositionen spielen kann – sowohl im offensiven Mittelfeld als auch im Flügelsturm, sowohl im rechten und linken Flügel beziehungsweise auch als Halbstürmer. Auf den offensiven Spielpositionen sorgt er mit seiner „präzisen Ballkontrolle“ und seiner spielerischen, trickreichen Technik für Unruhe bei Gegenspielern. Dabei dribbelt er unter anderem an ihnen vorbei und kann für Mitspieler Torchancen kreieren.
Bei den Wahlen 2024 der Kopa-Trophäe und des weltbesten Nachwuchsspielers der IFFHS wurde Güler jeweils Zweiter, womit er nach Auffassung von France Football der zweitweltbeste U21-Nachwuchsspieler des Jahres beziehungsweise von IFFHS der zweitweltbeste U20-Nachwuchsspieler des Jahres ist.

### Vereine

#### Nachwuchs
Güler kam 2005 in der Ortschaft Altındağ der zentralanatolischen Großstadtkommune Ankara zur Welt. Im zweiten Grundschuljahr entdeckte sein Sportlehrer sein fußballerisches Talent und empfahl Gülers Familie, ihn bei der Jugendakademie des Fußballvereins Gençlerbirliği Ankara anzumelden und zu fördern. Dort begann er 2014 in seiner Kindheit mit dem Vereinsfußball in der Gençlerbirliği-Nachwuchsabteilung. Bei den U11- und U14-Junioren führte Güler bereits die Gençlerbirliği-Juniorenmannschaften als Mannschaftskapitän an. Bei einem U14-Nachwuchsturnier wurde er von der Nachwuchsabteilung von Fenerbahçe Istanbul entdeckt und er wechselte im Februar 2019 zum Fenerbahçe-Nachwuchs. Er kam in mehreren Fenerbahçe-Jugendauswahlen zum Einsatz. Im Januar 2021 erhielt er mit 15 Jahren seinen ersten Profifußballvertrag bis Ende Mai 2023.
Nach der Profivertragsunterzeichnung wurde er zunächst erst in die U19-Junioren von Fenerbahçe befördert und wurde in der türkischen U19-Süper-Lig-Meisterschaft eingesetzt. Er kam zu 22 U19-Ligaspieleinsätzen und erzielte dabei zehn Tore und sieben Torvorlagen. Darüber hinaus trug er im Juli 2021 mit seinen Torvorlagen und erzielten Toren in den Playoffs zum dritten Platz der U19-Meisterschaft bei. Im August 2021 nahm er mit Fenerbahçe U19 an der 18. Ausgabe des internationalen U19-Mladen-Ramljak-Fußballturniers in Kroatien teil und wurde mit der Mannschaft Turnierfünfter, trotz der Mannschaftsturnierplatzierung wurde Güler mit 16 Jahren zum Most Valuable Player des U19-Nachwuchsturniers ernannt.

#### Profi-Anfänge
In der professionellen Süper-Lig-Saison 2020/21 stand Güler im Mai 2021 erstmals mit 16 Jahren im Spieltagsprofikader, wobei er nicht zum Einsatz kam. Unter dem neuen Cheftrainer Vítor Pereira kam er in der Folgesaison im August 2021 zu seinem Profipflichtspieldebüt, indem er im Qualifikationsplayoffhinspiel der UEFA Europa League für den verletzten Spieler Filip Novák eingewechselt wurde. In der gleichen Kalenderwoche kam Güler im nächsten Pflichtspiel als Einwechselspieler zu seinem Süper-Lig-Spieldebüt und trug mit seiner Torvorlage zur zwischenzeitlichen 1:0-Führung bei, welches in einem 2:0-Sieg endete.
Im März 2022 erzielte Güler im Ligaspiel gegen Alanyaspor sein erstes Profitor, damit wurde er mit 17 Jahren und 16 Tagen zum jüngsten Torschützen in der Süper-Lig-Historie von Fenerbahçe. Im weiteren Verlauf des Monats März erhielt er eine vorzeitige Vertragsverlängerung bis 2025. Diese beinhaltete eine Ausstiegsklausel in Höhe von 17,5 Millionen Euro. Im weiteren Saisonverlauf trug er mit seinen weiteren Torbeteiligungen auch zur türkischen Vizemeisterschaft 2021/22 seines Vereins bei, darüber hinaus stieg er mannschaftsintern zu den Top-5-Torvorlagengebern der Saison-Profimannschaft auf. Des Weiteren war er am Saisonende 2021/22 der jüngste Torschütze der Süper-Lig-Saison.

#### Fenerbahçe-Schlüssel-/Topspieler
In der Saison 2022/23 trug Güler im November 2022 am letzten Spieltag der Europa-League-Gruppenphase mit einem Tor und einer Torvorlage seine Mannschaft entscheidend zum 2:0-Auswärts- und Gruppensieg bei, damit auch zur Direktqualifikation ins Achtelfinale der Europa-League-Finalrunde und womit der Veranstalter des Europapokalwettbewerbs ihn als „Starboy“ bezeichnete. Mit seinem erzielten Tor gegen Dynamo Kiew wurde er laut Opta Sports mit 17 Jahren und 251 Tagen der jüngste Torschütze im Europapokal der Fenerbahçe-Historie und löste während der Europapokalsaison den 19-jährigen Jude Bellingham als jüngsten Spieler ab, der in einem Europapokalspiel sowohl ein Tor erzielte und eine Torvorlage gab. Er schied mit seiner Mannschaft im Europa-League-Achtelfinale gegen den späteren Wettbewerb-Sieger und -Rekordsieger FC Sevilla aus. Anfang 2023 wurde Güler von UEFA Autoren, Korrespondenten und Reportern zu den 40 Toptalenten der Zukunft auserkoren, die 2023 zu den fußballerischen Stars aufsteigen könnten.
In der Liga-Hinrunde der Süper Lig 2022/23 fungierte Güler vor allem als Einwechselspieler. In der Liga-Rückrunde kam er häufiger zum Einsatz und etablierte sich als Startelfspieler, woraus er erneut mannschaftsintern zu den Top-5-Torvorlagengebern aufstieg. Beim türkischen Pokalfinale 2023 im Juni gehörte Güler zu den Schlüsselspielern. Dabei bereitete er zur 46. Sekunde das schnellste Final-Tor des türkischen Pokalwettbewerbs zur 1:0-Pokalfinalführung vor. Im weiteren Spielverlauf leitete Güler auch den 2:0-Endstand ein. Nach Spielende wurde er von den Sportjournalisten zum Man of the Match ausgezeichnet. Die Saison 2022/23 beendete er mit zwei Mannschaftstiteln: den Süper-Lig-Vizemeistertitel und den Pokalsiegertitel; darüber hinaus gehörte Güler neben Enner Valencia in der Süper Lig nach dem Leistungsrating zu den Topspielern seiner Mannschaft an.

#### Real Madrid

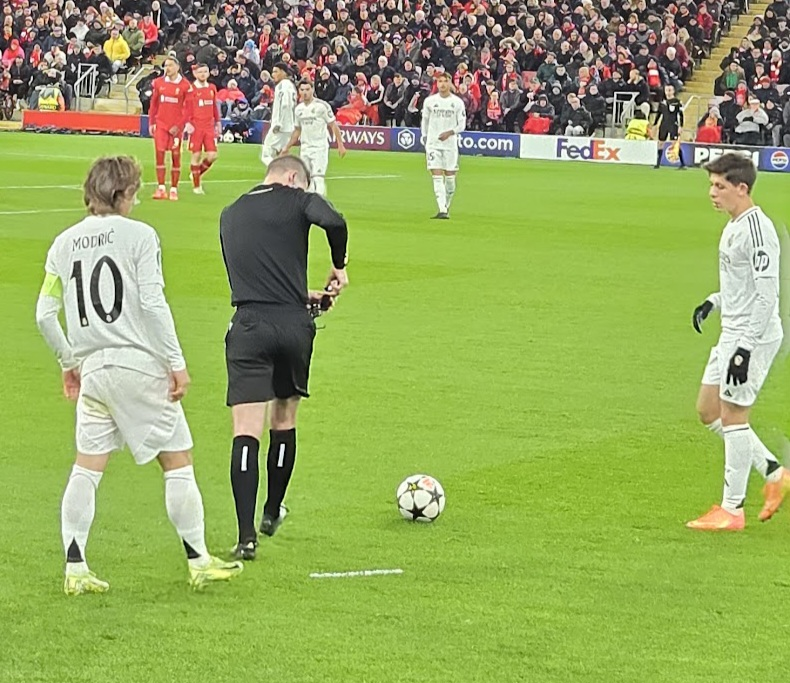
Güler (r.) bei Real Madrid

Gemäß Sport1 entschied sich das „Top-Talent“ Güler mit 18 Jahren im Juli 2023 für einen Transfer zum spanischen Rekordmeister Real Madrid, anstatt zu FC Barcelona, die auch an ihm Interesse hatten. Damit wechselte er zur Saison 2023/24 in die Primera División für eine Ablösesumme in Höhe von 20 Millionen Euro. Inklusive weiterer möglicher Transfer-Bonuszahlungen kann diese um weitere zehn Millionen Euro steigen. Des Weiteren erhielt der abgebende Verein Fenerbahçe eine 20-prozentige Weiterverkaufsbeteiligung. Güler erhielt bei den Madrilenen einen Sechsjahresvertrag. In der Saison-Sommervorbereitung 2023/24 zog er sich eine verschleppte Meniskusverletzung zu und ließ sich operieren. Im Anschluss stand er nach seiner Genesungszeit der Meniskusverletzung zweimal in seinem ersten Madrider Halbjahr vor seinem Madrid-Pflichtspieldebüt, aber diese wurden durch weitere beziehungsweise muskuläre Verletzungen behindert. Für Gülers Verletzungsserie und die Verletzungsrückfälle seiner Mitspieler wurde der Mannschaftsarzt Real Madrids im November 2023 in die Verantwortung gezogen und entlassen, wodurch Güler in seinem ersten Madrider Halbjahr nicht einsatzfähig war.
Im Januar 2024 folgten nach seinen Genesungen seine Pflichtspieldebüts mit 18 Jahren für die Madrilenen in verschiedenen spanischen Fußballwettbewerben wie Copa del Rey und Supercopa de España. Gegen Ende Januar folgte auch sein Primera-División-Ligaspieldebüt und im März 2024 erzielte Güler mit 19 Jahren im Ligaspiel gegen Celta Vigo sein erstes Tor für die Madrilenen, jeweils als Einwechselspieler. Im restlichen Ligasaisonverlauf 2023/24 stand er im April 2024 erstmals in der Primera-División in der Startformation der Madrilenen gegen Real Sociedad und erzielte dabei sein zweites Saisontor beziehungsweise das 1:0-Auswärts-Siegtor seiner Mannschaft, womit Güler später auch zum vorzeitigen Gewinn der spanischen Meisterschaft 2024 beitrug. Am Saisonende hatte Güler gesamt 12 Pflichtspieleinsätze, erzielte dabei sechs Tore und kam vor allem als rechter Flügelstürmer zum Einsatz. Nebenbei war Güler der erfolgreichste Jokerspieler der Madrilenen in der Primera-División-Saison 2023/24.

### Nationalmannschaft

#### U-Nationalmannschaften
Zwischen Oktober 2021 und März 2022 trug Güler mit sechs U17-Länderspieleinsätzen und mit vier Toren zur erfolgreichen Qualifikation der türkischen U17-Junioren zur U17-Europameisterschaft 2022 bei, wobei er gegen Ende der Qualifikation zum Mannschaftskapitän aufstieg. Güler gehörte zum vorläufigen Finalturnierkader der U17-Europameisterschaft 2022 an, aber wurde im weiteren Verlauf der Turniervorbereitungen im Mai 2022 verletzungsbedingt aus dem Kader genommen und verpasste er die Finalturnier-Teilnahme. Nach seinen anfänglichen Süper-Lig-Leistungen der Saison 2022/23 wurde Güler mit 17 Jahren im September 2022 erstmals für die türkische U21-Nationalmannschaft nominiert, wo er nicht zum Einsatz kam und diese in den Folgemonaten übersprang, direkt zur A-Nationalmannschaft.

#### A-Nationalmannschaft
Im November 2022 wurde er nach seinen internationalen Europa-League-Leistungen erstmals für die türkische A-Nationalmannschaft nominiert, für Ländertestspiele. Im selben Monat gab Güler im zweiten Ländertestspiel als Einwechselspieler sein A-Nationalmannschaftsdebüt. Im Folgejahr erzielte er im Juni am vierten Spieltag des Qualifikationsturniers der Europameisterschaft 2024 gegen Wales sein erstes A-Länderspieltor mit 18 Jahren und 114 Tagen, damit wurde Güler zum jüngsten Pflichtspiel-Torschützen der türkischen A-Nationalmannschaft. Dieses Debüt-Tor erzielte er als Joker per Schlenzer von außerhalb des gegnerischen Strafraums. Es war gemäß dem Kicker-Sportmagazins ein „sehenswert[es]“ Tor und nach der UEFA-Website ein „Traumtor“, es war auch Anwärter zum „Tor des Spieltags“ des Qualifikationsturniers. Im restlichen Verlauf des Qualifikationsturniers fiel Güler mit seiner Verletzungsserie aus Madrid verletzungsbedingt aus; seine Nationalmannschaft qualifizierte sich direkt als Gruppensieger für die Europameisterschaft 2024.
Zur Europameisterschaft 2024 wurde Güler im Mai 2024 in den vorläufigen und im Juni in den endgültigen Finalturnier-Kader nominiert. Im Auftaktspiel seiner Nationalmannschaft gegen Georgien gab er sein Europameisterschafts-Spieldebüt. In diesem Europameisterschaftsspiel kreierte Güler für seine Mitspieler fünf Torchancen und erzielte per Schlenzer die zwischenzeitliche 2:1-Führung, womit er den 3:1-Sieg seiner Mannschaft einleitete. Nach Spielende wurde er von den technischen UEFA-Beobachtern zum Spieler des Spiels ausgezeichnet. Mit seinem Europameisterschafts-Tordebüt mit 19 Jahren und 114 Tagen war er am Finalturnierende der sechstjüngste Torschütze der Europameisterschafts-Historie und sein erzieltes Tor wurde von UEFA-Experten zu den „10 schönsten Tore[n] der EURO 2024“ auserkoren. Güler erreichte mit der Türkei das Viertelfinale und er trug im Achtelfinale gegen den Geheimfavoriten Österreich mit seinen torgefährlichen Eckstößen in den gegnerischen Torraum wesentlich bei, indem er dabei ein Tor initiierte und ein Weiteres direkt vorbereitete. Güler gehörte zu den offensiven Leistungsträgern seiner Mannschaft mit den meisten Scorerpunkten, Torvorlagen, Flanken und Eckstößen an, womit er auch am Finalturnierende zu den zehn erfolgreichsten Scorern und Torvorlagengebern der Europameisterschaft 2024 angehörte.

## Erfolge
- Mit Fenerbahçe Istanbul
  - Türkischer Vizemeister: 2021/22, 2022/23
  - Türkischer Pokalsieger: 2022/23[26]
- Mit Real Madrid
  - Spanischer Supercup: Sieger 2024, Finalist 2025
  - Spanischer Meister: 2023/24
  - UEFA-Champions-League-Sieger: 2023/24 (ohne Einsatz)
  - UEFA-Super-Cup-Sieger: 2024
  - FIFA-Interkontinental-Pokalsieger: 2024[26]

## Auszeichnungen, Rekorde etc.
- Auszeichnungen
  - Wertvollster türkischer Fußballspieler der Süper-Lig-Saison (koop. UFEF, Fotomaç): 2021/22[52]
  - Sportpreisverleihung der Bosporus-Universität (12. Ausgabe – 2022): Sportlicher Aufsteiger des Jahres[53]
  - NXGN Nine (Top9-Talent des Weltfußballs – Goal.com): Elitäre Gruppe 2023[54]
  - Tor der Woche der Süper Lig (beIN Sports): 31. Spielwoche der Saison 2022/23[55]
  - MVP des türkischen Pokalfinale: 2023[56]
  - Sportpreisverleihung der Kooperative aus Gillette und Milliyet  (70. Ausgabe – 2024): Sportlicher Aufsteiger des Jahres[57]
  - Spieler des Spiels der UEFA-Europameisterschaft: 2024 im Gruppenspiel gegen Georgien[58]
  - Bester U23-Spieler des Monats (La Liga): Dezember 2024[59]
  - IFFHS
    - U20-Weltteam des Jahres: 2024[60]
    - U20-UEFA-Team des Jahres: 2024[61]
- Rekorde
  - UEFA-Profifußball-Vereinswettbewerbe (Hauptwettbewerbe)
    - Jüngster Torschütze …
      - der Türkei in den Europapokalen: 2022, mit 17 Jahren, 8 Monaten und 9 Tagen
      - der Türkei in der Europa League: 2022, mit 17 Jahren, 8 Monaten und 9 Tagen[62]
      - von Fenerbahçe Istanbul: 2022, mit 17 Jahren und 251 Tagen[20]

  - UEFA-Europameisterschaft
    - Qualifikationsturnier
      - Jüngster Torschütze der Türkei: 2023, mit 18 Jahren, 3 Monaten und 25 Tagen[63]

    - Finalturnier
      - Jüngster Debütant, der dabei auch ein Tor erzielte: 2024, mit 19 Jahren und 114 Tagen[47]
      - Jüngster Torschütze der Türkei: 2024, mit 19 Jahren und 114 Tagen[58]
- Nominierungen
  - Golden-Boy-Award: Finalist 2023, 2024 (Top25)[64]
  - Emerging Player der Globe Soccer Awards: Finalist 2023, 2024[65]
  - Kopa-Trophäe: Finalist 2024 (Top5)[66]
  - Weltbester Nachwuchsspieler der IFFHS: 2024 (Top25)[67]